# Liste der Werke von Denis Diderot
Die Liste der Werke von Denis Diderot enthält nach Genres sortiert eine Liste der Werke von Denis Diderot (1713–1784). Dieser Liste folgt eine Übersicht mit Angaben über entsprechende Referenzen und schließlich einer Übersichtstabelle.

Denis Diderot Büste von Jean-Baptiste Pigalle aus dem Jahre 1777

Eine detaillierte Bibliographie der Werke von Denis Diderot wurde von David Adams zusammengestellt.

## Schriften

### Romane
- Les Bijoux indiscrets. (1748)
- La Religieuse. (1796)
- Jacques le fataliste et son maître. (1776)

### Erzählungen
- Les Deux Amis de Bourbonne. (1770)
- Sur l’Inconséquence du jugement public de nos actions particulières. Madame de La Carlière. (1772)
- Ceci n’est pas un conte. (1773)
- Supplément au voyage de Bougainville. (1772; publiziert 1796)
- L’Oiseau blanc: conte bleu. (1748)

### Dramen
- Le Fils naturel ou les Épreuves de la vertu, comédie suivie des Entretiens sur le Fils naturel. (1757)
- Le Père de famille, drame, accompagné d’un Discours sur la poésie dramatique. (1758)
- Est-il bon? Est-il méchant? et ses deux textes préparatoires: Plan d’un divertissement domestique et La pièce et le prologue. (1781)

### Dialoge
- Le Neveu de Rameau intitulée la Satire seconde sur le manuscrit, dialogue philosophique. (Redigiert wahrscheinlich 1761 bis 1782; Ausgabe 1805).
- Le Rêve de D’Alembert. (Redigiert 1769, Ausgabe 1830)
- Entretien d’un père avec ses enfants ou Du danger de se mettre au-dessus des lois. (1770)
- Entretien d’un philosophe avec la maréchale de ***. (Redigiert 1773–1774, Druckberichtigung 1775, Ausgabe 1777)
  - Die Unterhaltung eines Philosophen mit der Marschallin de Broglie wider und für die Religion, aus dem Französischen von Hans Magnus Enzensberger, Friedenauer Presse, Berlin 2018, ISBN 978-3-932109-84-3.[2]
- Lui et moi.
- Mystification ou l’histoire des portraits. (1954)

### Essay
- Pensées philosophiques. (1746)
- De la suffisance de la religion naturelle. (1746)
- La Promenade du sceptique. (1747)
- Lettre sur les aveugles à l’usage de ceux qui voient et des Additions. (1749)
- Addition à la lettre sur les aveugles. (1749)
- Lettre sur les sourds et muets. (1751)
- Suite de l’Apologie de M. l’abbé de Prades.
- Pensées sur l’interprétation de la nature. (1751)
- Addition aux Pensées philosophiques. (1762; PDF; 128 kB)
- Suite de l’entretien entre d’Alembert et Diderot. (1769)
- Principes philosophiques sur la matière et le mouvement. (1770)
- Regrets sur ma vieille robe de chambre ou Avis à ceux qui ont plus de goût que de fortune. (1772)
- Paradoxe sur le comédien. (1773–1777)
- L’histoire et le secret de la peinture en cire. (1755)

### Gedichte
- Complainte en rondeau de Denis, roi de la fève, sur les embarras de la royauté (1771)
- Vers aux femmes (1771)
- Vers après avoir été deux fois roi de la fève (1771)
- La Poste de Kœnigsberg à Memel (1773, unveröffentlicht)
- Le trajet de la Dwina sur la glace (1774)
- Mon Portrait et mon Horoscope (1778)
- Hymne à l’Amitié (unveröffentlicht)
- Chant lyrique (unveröffentlicht)
- Imitation de la satire d’Horace: Olim truncus eram (unveröffentlicht)

### Kritiken und Berichterstattung

#### Über die Malerei
- Neuf Salons. (Redigiert zwischen 1759 und 1781)
- Les Essais sur la peinture sont une annexe au Salon de 1765. (Druckberichtigung 1766)
- Pensées détachées sur la peinture, la sculpture, l’architecture et la poésie. (Druckberichtigung ab Februar 1772)

#### Über philosophische Werke
- La réfutation d’Helvétius. (1774)
- Lettre sur l’examen de l’Essai sur les préjugés, ou Pages contre un tyran. (1771; publiziert 1937 durch Franco Venturi)
- Observations sur la «Lettre sur l’homme et ses rapports». (1773)

#### Über Theaterstücke
- Entretiens sur le Fils naturel.
- Discours sur la poésie dramatique. (1758)
- Observation sur une brochure intitulèe Garrick ou les acteurs anglais. (1770)

#### Über Autoren
- Éloge de Richardson. (Ausgabe Januar 1762 im Journal étranger et en monographie im gleichen Jahr).
- Sur Térence. (Reeditiert auf Antrag von Jean Baptiste Antoine Suard, veröffentlicht am 15. Juli 1765 in der Gazette littéraire de l’Europe, S. 129–146).
- Notes sur le style, à propos de la Ricerche intorno alla natura dello stile de Cesare Beccaria. (Reeditiert 1771)

#### Über Literatur
- Sur les femmes. (Verbessert am 1. Juli 1772, dabei kritische Prüfung der Charakter, Sitten und den Geist der Frauen in verschiedenen Jahrhunderten von Antoine Léonard Thomas, Paris, Moutard, 1723)
- La Satire première, à propos d’un vers d’Horace.

#### Artikel für die Encyclopédie

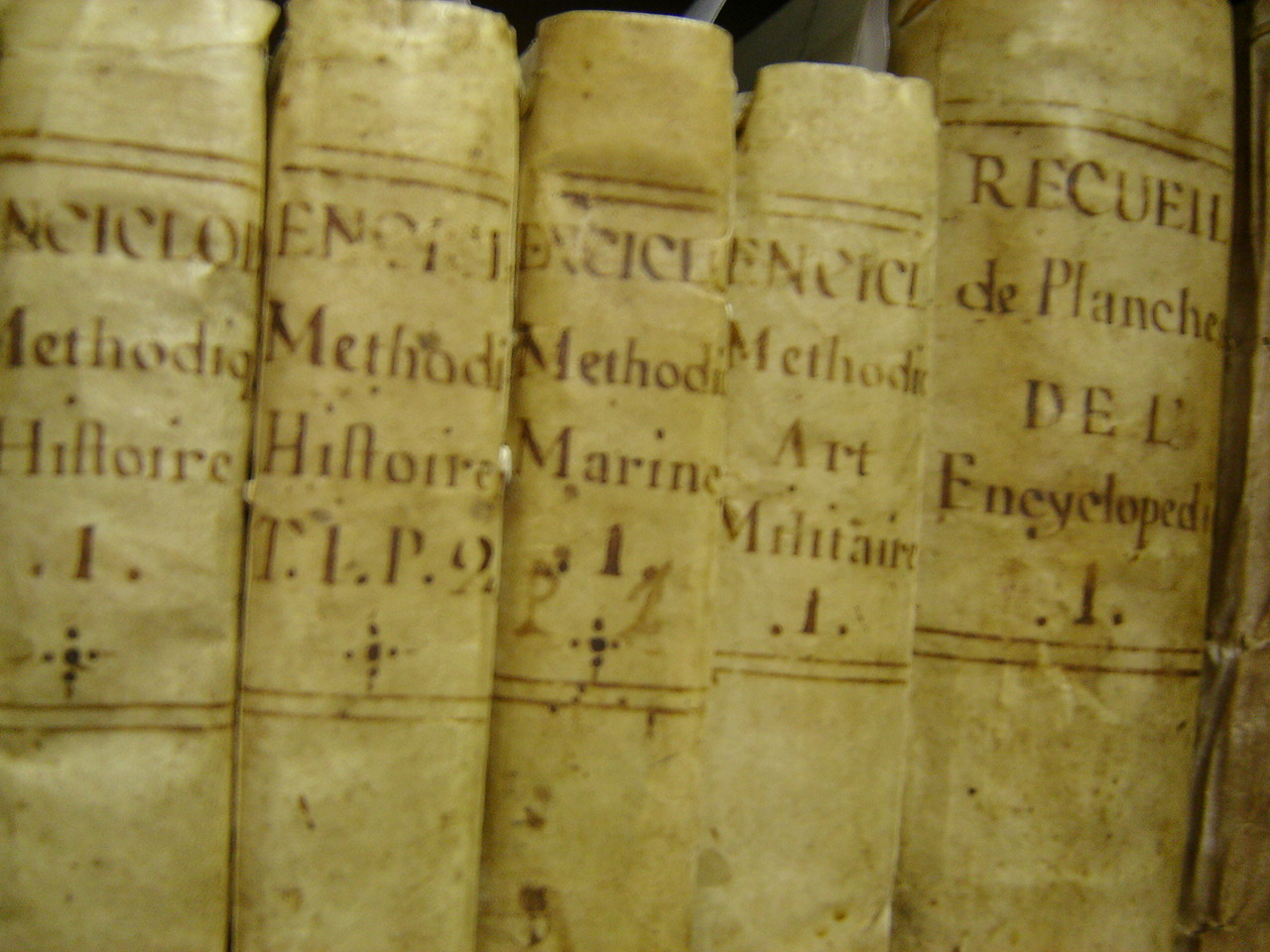
Buchrücken einiger Bände der Encyclopédie

- siehe Encyclopédie und Enzyklopädisten

### Politische Werke
- Lettre sur le commerce des livres (Redigiert 1763, Ausgabe 1861) oder zunächst Mémoire sur la liberté de la presse
- Apologie de l’abbé Galiani, suite aux Dialogues sur le commerce des blés. (1770)
- Abdication d’un roi de la fève ou Les éleuthéromanes. (Redigiert 1772, Ausgabe 1796)
- Pensées détachées ou Fragments politiques échappés du porte-feuille d’un philosophe (Verbesserung 1772)
- Observations sur le Nakaz. (1774)
- Principes de politiques des souverains. (1774)
- Plan d’une université. (Redigiert 1775)
- Essai sur la vie de Sénèque le philosophe, sur ses écrits et sur les règnes de Claude et de Néron. 1778
- Notes écrites à la marge de Tacite. (Unter anderem Titel: Critique du despotisme, abgeschlossen redigiert August 1774, Druckberichtigung August bis September 1775)
- Lettre apologétique de l’abbé Raynal à monsieur Grimm. (Redigiert 25. März 1781)

### Wissenschaftliche Werke
- Mémoires sur différents sujets de mathématiques. (1748)
- Mémoire sur la cohésion des corps.
- Éléments de physiologie. (Redigiert ab 1774, nicht abgeschlossen)
- Introduction à la chymie (sic), notes des cours suivis auprès de Guillaume-François Rouelle. (Redigiert 1757, Ausgabe 1887).
- Sur deux mémoires de D’Alembert. (1761)

### Reiseberichte
- Voyage à Langres. (1770)
- Voyage à Bourbonne.
- Voyage en Hollande. (1773)

### Von Denis Diderot (redigierte) Beiträge
- Système de la nature de d’Holbach. (1770)
- De l’éducation publique, Dominique-François Rivard.
- Dialogues sur le commerce des blés, de l’abbé Galiani. (1770)
- Catilina de François Tronchin. (Der Text erschien im April 1775)
- Histoire philosophique et politique des deux Indes, de Raynal. Diderot arbeitete mit Raynal an der ersten Ausgabe im Jahr 1770 mit, vor allem aber an der dritten Ausgabe von 1780.[3]
- Histoire de Madame de Montbrillant de Louise d’Épinay. (Ausgabe 1818)
- Leçons de clavecin, et principes d’harmonie d’Anton Bemetzrieder. Bluet, Paris, (1771)
- Jean-Philippe Rameau, Démonstration du principe de l’harmonie. Durand, Pissot, Paris, (1750)

### Übersetzungen
Das Datum nach dem französischen Titel gibt den Übersetzungszeitpunkt von Diderot an. Titel und Publikationszeitpunkt der ursprünglichen Arbeit in Klammern dahinter:
- Histoire de la Grèce de Temple Stanyan. (1742–1743) (Original von Temple Stanyan: The Grecian history. (1707–1739))
- Essai sur le mérite et la vertu de Shaftesbury, traduction française et annotations de Diderot. (1745) (Original von Shaftesbury: An Inquiry Concerning Virtue or Merit. (1683))
- Dictionnaire universel de médecine de Robert James. (1746–1748) (Original von Robert James: A Medicinal Dictionary, Including Physic, Surgery, Anatomy, Chymistry, and Botany, in All Their Branches Relative to Medicine; Together with a History of Drugs, an Account of Their Various Preparations, Combinations, and Uses; and an Introductory Preface, Tracing the Progress of Physic and Explaining the Theories Which Have Principally Prevail’d in All Ages of the World. (1743–1745))
- Apologie de Socrate de Platon, traduction entreprise en captivité à Vincennes. (1749)
- Le Joueur d’Edward Moore. (1760) (Original von Edward Moore: The Gamester. (1753))
- La Monadologie de Leibniz, dans l’article Leibnizianisme de l’Encyclopédie. 1765, Teil 9, S. 369.

### Briefe
- Correspondance avec son amante, Sophie Volland.
- Correspondance avec Falconet sur la postérité.
- Lettre à mon frère. (1760)
- Lettre à la comtesse de Forbach sur l’éducation des enfants. (Reeditiert um 1772)

### Journalistische Arbeiten
Diese Publikationen waren streng genommen nicht ausschließlich journalistische Texte, sondern es handelte sich um die Veröffentlichung von kurzen Gedichten, Fabeln sowie die Vorveröffentlichung von Auszügen die parallel zur Drucklegung des Werkes erschienen.
- Journal étranger: 1. Chansons Erses. Dezember 1761; 2. Eloge de Richardson. Januar 1762
- Gazette littéraire de l’Europe: 1. Pour les noces d’une dame milanaise, sonnet traduit de Crudeli. 1. August 1764; 2. Sur Térence. 15. Juli 1765; 3. Abrégé d’un extrait d’une lettre écrite à l’éditeur sur la vie et les ouvrages de M. Boulanger. 1. November 1765
- Ephémérides du citoyen: 1. Le Marchand de mauvaise foi. 1769, t. V; 2. Le Bal de l’Opéra. 1769, t. V.
- Mercure de France (D.P.1 924): 1. «Lettre de M.D.D. à M. Remond de Sainte-Albine [?].» August 1749; 2. Envoi à Mlle d’Oligny [?]. Oktober 1770; 3. Lettre de M*** à M***. Juni 1771
- Le Perroquet: Epître à B. 1742
- Gazette universelle de littérature des Deux-Ponts: 1. Lettre de M *** à M ***. 20. Februar 1769, S. 231–232; 2. Dialogue entre un jeune poète et Horace. 1776, Letzter Band 43, S. 231–232
- Journal de lecture: 1. Rêve de Mirzoza., 1775; 2. Voyage dans la Région des hypothèses. 1775, t. II; 3. De l’étude de la nature. 1775, t. II; 4. Des contes. 1775, t. III; 5. Sur le théâtre. 1776, t. VIL
- Almanach littéraire: 1. Pièces fugitives de M. D***. 1781; 2. Le Roi de la Fève le lendemain de son règne.; 3. Envoi aux dames; 4. Portrait de Mademoiselle ***.; 5. Madrigal. A une jeune dame qui, dans une pièce de théâtre, avait fait le rôle de la Prêtresse du temple de l’Amour.; 6. Stances irrégulières à Mme de *** pour un premier jour de l’an.; 7. Lettre à Mme de ***.; 8. Première satire d’Horace.; 9. Marchand de loto.; 10. Le Borgne.
- Almanach des Muses: 1. Aux femmes. 1772; 2. A Madame de ***. 1773; 3. Vers pour Mme la comtesse de .... 1773; 4. Audivere Lice. 1774; 5. Le Roi de la Fève.; 6. Mon Portrait. 1776; 7. Le Roi de la Fève, le lendemain. 1776.
- Correspondance littéraire secrète: 1. Politique des souverains. 13. Januar 1776; 2. Rondeau irrégulier. 16. März 1776; 3. Entretien de M. Diderot avec Mme la Maréchale de ... 1776, t. III.

### (Apokryphe) Texte die ihm vermeintlich oder tatsächlich zugeschrieben werden können
- Quelques ouvrages ont été attribués erronément à Diderot.
- Étienne-Gabriel Morelly: Code de la nature. (1755)
- André Morellet: Mémoire pour Abraham Chaumeix contre les prétendus philosophes Diderot et d’Alembert. (1759)
- Louis Ménard: Rêveries d’un païen mystique. (1876)
- Le dialogue entre Diderot et l’abbé Barthélemy.

## Werkausgaben
Die folgende Übersicht nimmt Bezug auf die wichtigsten Ausgaben der Werke von Denis Diderot, die entweder kompiliert oder isoliert herausgegeben worden sind.
Diese Verweise werden auch in der nachfolgenden Tabelle verwendet, sie zeichnet die Geschichte der verlegerischen Bearbeitung der Texte des Philosophen auf.

### Erscheinungsjahr 1772
Œuvres philosophiques de M. D***. Amsterdam, Marc-Michel Rey, sechs Bände, illustriert.
Diese Edition wurde nicht von Denis Diderot autorisiert und enthält auch Texte die nicht von ihm stammten.
- Band 1: Essai sur le mérite et la vertu, le Code de la nature.
- Band 2: Lettre sur les sourds et muets, Lettre sur les Aveugles.
- Band 3: Le Père de famille (et De la poésie dramatique)
- Band 4: Le Fils naturel
- Band 5: Les bijoux indiscrets
- Band 6: Traité du Beau, Du beau absolu, De la philosophie des chinois, Science subséquente, Acoustique, Mémoires sur différents sujets de mathématiques.

### Erscheinungsjahr 1773
Contes moraux et nouvelles Idylles de Mrs D... et Gessner. Texte herausgegeben von Jacques-Henri Meister, chez Orel Fuessli & Compagnie, Zürich.
Les deux amis de Bourbonne
Entretien d’un père avec ses enfants
Les Idylles de Gessner
1773, Londres, 5 vol.
- Band 1: Prospectus de l’Encyclopédie, De l’éducation publique, Essai sur le mérite et la vertu, Traité du beau, Éloge de Richardson, choix d’articles philosophiques extraits de l’Encyclopédie.
- Band 2: Pensées sur l’interprétation de la nature, Pensées philosophiques, Lettre sur les aveugles, Lettre sur les sourds et muets, Principes de philosophie morale, Code de la nature.
- Band 3: L’histoire de Grèce
- Band 4: Les bijoux indiscrets, Lettre sur le matérialisme, Regrets sur ma vieille robe de chambre, Justification de plusieurs articles du Dictionnaire Encyclopédique, ou Préjugés légitimes contre Abraham Chaumeix.
- Band 5: Le Fils naturel (précédé de De la poésie dramatique), Le Père de famille, L’Humanité ou Le tableau de l’indigence: triste drame par un aveugle tartare.

### Erscheinungsjahr 1777
Pensées philosophiques en français et en italien. London (1777) Tommaso Crudeli (1702–1745)
Zweisprachige Ausgabe, unter dem Namen von Tommaso Crudeli publiziert, der aber schon mehr als dreißig Jahre verstorben war.

### Erscheinungsjahr 1796
Opuscules philosophiques et littéraires. Stellt eine Sammlung verschiedener Autoren zu philosophischen und literarischen Themen dar. Die allermeisten der publizierten Schriften waren posthume und bis dahin unveröffentlichte Texten aus dem 18. Jahrhundert. Zusammengestellt wurden sie von Jean Baptiste Antoine Suard und Simon-Jérôme Bourlet de Vauxcelles (1733–1802) den Druck besorgten das Haus Chevet, imprimerie du Chevet in Paris im Jahre 1796.
Die Ausgabe enthielt acht Texte:
- S.  1,  Réflexions sur le bonheur von Émilie du Châtelet;
- S.  45,  Anecdote sur le Roi de Prusse von Antoine Léonard Thomas;
- S.  73,  Entretien d’un philosophe avec la maréchale de *** von Denis Diderot;
- S. 111,  Du bonheur des sots von Jacques Necker;
- S. 125,  Le bon homme, Conte moral ou Histoire scandaleuse;
- S. 132,  Le vrai philosophe von César Chesneau Du Marsais;
- S. 169,  Les femmes par le feu von Ferdinando Galiani;
- S. 187,  Supplément au voyage de Bougainville von Denis Diderot.

### Erscheinungsjahr 1798
Œuvres publiées sur les manuscrits de l’auteur par Jacques-André Naigeon. Desray, Deterville, Paris, in fünfzehn Bänden.

### Erscheinungsjahr 1818 bis 1819
Œuvres complètes de Denis Diderot. Éditions A. Belin, Paris, in sieben Bänden

### Erscheinungsjahr 1821 bis 1834
Œuvres von J. L. J. Brière in Zusammenarbeit mit François Walferdin (1795–1880), Paris, in sechsundzwanzig Bänden.

### Erscheinungsjahr 1875 bis 1877
Œuvres complètes. Herausgegeben von Jules Assézat und Maurice Tourneux, Éditions Garnier Frères. Paris, in zwanzig Bänden.

### Erscheinungsjahr 1969 bis 1972
Œuvres complètes, éd. chronologique. Mit einer Einführung von Roger Lewinter (* 1941), Club Français du Livre, Paris, in fünfzehn Bänden.

### Erscheinungsjahr ab 1975
Herbert Dieckmann entdeckte bisher unbekanntes Material aus dem Nachlass von Denis Diderot (Fonds Vandeul) im Jahre 1948 und veröffentlichte es unter dem Titel Inventaire du fonds Vandeul et inédits de Diderot, 1951. Im Jahr 1911 wurde das Material welches Denis Diderot zu Lebzeiten eigenhändig seiner Tochter Angélique Caroillon Vandeul (1753–1824) vermacht hatte nach dem Tode des letzten Nachkommen aus der Familie Vandeul zu Händen der Familie Le Vavasseur gegeben. Diesen Nachlass im Besitz des Barons Jacques Le Vavasseur fand Dieckmann auf dem Château des Ifs (Seine-Maritime). Das Inventaire du fonds Vandeul et inédits de Diderot schuf die Grundlage für die Diderot-Gesamtausgabe, Œuvres complètes, 1975.
Œuvres complètes, édition critique et annotée. Herausgegeben von Jean Fabre, Herbert Dieckmann, Jacques Proust, Jean Varloot (abgekürzt auch „DPV“), Éditions Hermann Paris, in dreiunddreißig Bänden.
- Band I, «Le modèle anglais»: Les Mémoires de Mme de Vandeul, Histoire de Grèce, Dictionnaire universel de médecine, Essai sur l’homme, Essai sur le mérite et la vertu.
- Band II, «Philosophie et mathématiques»: Pensées philosophiques, La Promenade du sceptique, De la suffisance de la religion naturelle, Lettre d’un citoyen zélé, Mémoires sur différents sujets de mathématiques, écrits divers de mathématiques.
- Band III, «Les bijoux indiscrets»: Les bijoux indiscrets, L’oiseau blanc, conte bleu.
- Band IV, «Le nouveau Socrate»: Lettre sur les aveugles, Lettre sur les sourds et muets, Apologie de Socrate, Suite de l’apologie de Monsieur l’abbé de Prades.
- Band V, «Encyclopédie»: documents annexes, Prospectus de l’Encyclopédie, liste des articles de l’Encyclopédie, articles de Diderot (lettre A).
- Band VI, «Encyclopédie»: articles de Diderot (B–C).
- Band VII, «Encyclopédie»: articles de Diderot (D–L).
- Band VIII, «Encyclopédie»: articles de Diderot (M–Z), Lettre sur le commerce de la librairie.
- Band IX, «L’interprétation de la nature »
- Band X, «Le drame bourgeois»: Le Fils naturel, Le Père de famille, De la poésie dramatique, lettre à Madame Riccoboni, plans et canevas, projet de préface à M. Tru.
- Band XI, «La Religieuse»: La religieuse, Le Shérif, Le Joueur.
- Band XII, «Le neveu de Rameau»: Satire première, Lui et moi, Le neveu de Rameau, Sur la traduction de Perse par l’abbé Le Monnier, Les deux amis de Bourbonne, Entretien d’un père avec ses enfants, Supplément au Voyage de Bougainville, Madame de La Carlière.
- Band XIII, «Arts et lettres »: textes divers de 1739 à 1766.
- Band XIV, «Salons »: salon de 1765 et Essais sur la peinture.
- Band XV, Le pour et le contre ou Lettres sur la postérité (correspondance avec Falconet)
- Band XVI, «Salons»: salons de 1767 et 1769.
- Band XVII, «Le Rêve de D’Alembert»: Principes philosophiques sur la matière et le mouvement, Le Rêve de D’Alembert, le manuscrit de Pétersbourg, Eléments de physiologie.
- Band XVIII, «Arts et lettres»: textes de 1767 à 1770, dont certains furent insérés dans la Correspondance littéraire.
- Band XIX, «Musique»: la querelle des Bouffons, Sur les systèmes de musique des anciens peuples, Leçons de clavecin et principes d’harmonie, Sur les leçons de clavecin, projet d’exercices de clavecin.
- Band XX, «Paradoxe sur le comédien»: Paradoxe sur le comédien, Voyages à Bourbonne et à Langres, Diderot et Galiani en 1769–1771, Arts et lettres (1771–1773), Diderot et Beccaria en 1765–1766, textes insérés dans la Correspondance littéraire, textes non insérés dans la Correspondance littéraire
- Band XXI, «Plan d’une Université».
- Band XXII, «Politique».
- Band XXIII, «Jacques le Fataliste»: Jacques le Fataliste, autres textes dramatiques.
- Band XXIV, «Réfutations»: Voyage de Hollande, Observations sur Hemsterhuis, Réfutation d’Helvétius.
- Band XXV, «Essai sur les règnes de Claude et de Néron»: Essai sur les règnes de Claude et de Néron, Les deux amis, plan d’une tragédie intitulée Terentia.
- Band XXVI: «Fragments et projets»
- Band. XXVII bis XXXII: «Correspondance générale»
- Band. XXXIII: «Index»

### Erscheinungsjahr 1994 bis 1997
Œuvres de Diderot. Herausgegeben von Laurent Versini (* 1932), Éditions Robert Laffont, Paris, in fünf Bänden.
- Band 1: Philosophie (Pensées philosophiques – Addition aux Pensées philosophiques – De la suffisance de la religion naturelle – La Promenade du sceptique – Lettre sur les aveugles – Additions à la Lettre sur les aveugles – Articles de philosophie tirés de l’Encyclopédie – Suite de l’Apologie de M. l’abbé de Prades – Pensées sur l’interprétation de la nature – Le Rêve de d’Alembert – Principes philosophiques sur la matière et le mouvement – Observations sur Hemsterhuis – La réfutation d’Helvétius – Entretien d’un philosophe avec la maréchale de *** – Sur les femmes – Essai sur les règnes de Claude et de Néron – Éléments de physiologie)
- Band 2: Contes (Les Bijoux indiscrets – L’Oiseau blanc: conte bleu – La Religieuse – Mystification – La Vision de M. de Bignicourt – Les Deux Amis de Bourbonne – Entretien d’un père avec ses enfants – Ceci n’est pas un conte – Madame de La Carlière – Supplément au voyage de Bougainville – Satire première – Lui et moi – Le Neveu de Rameau – Jacques le Fataliste)
- Band 3: Politique
- Band 4: Esthétique et théâtre
- Band 5: Correspondance (in chronologischer Ordnung)

### Erscheinungsjahr 2004 bis 2010
Contes et romans. Herausgegeben von Michel Delon, Éditions Gallimard, Paris, Bibliothèque de la Pléiade:
- Band 1, Contes et romans (2004). Inhalt: Les bijoux indiscrets, La Religieuse, Mystification, Les deux amis de Bourbonne, Entretien d’un père avec ses enfants, Ceci n’est pas un conte, Madame de la Carlière, Supplément au voyage de Bougainville, Le neveu de Rameau, Jacques le fataliste et son maître et l’Éloge de Richardson.
- Band 2, Œuvres philosophiques (2010). Inhalt: Pensées philosophiques – Promenades de Cléobule – Lettre sur les aveugles – Lettre sur les sourds et muets – Pensées sur l’interprétation de la nature – Le rêve de d’Alembert – Principes philosophiques sur la matière et le mouvement – La réfutation d’Helvétius – Entretien d’un philosophe avec la maréchale de *** – Essai sur les règnes de Claude et de Néron.

## Übersichtstabelle
Die folgende Tabelle verdeutlicht die schrittweise Veröffentlichung und gewissermaßen Enthüllung der Arbeiten von Diderot und zeigt die manchmal erheblichen Unterschiede zwischen dem Zeitpunkt der Redaktion und der eigentlichen Veröffentlichung.
Titel in Fettdruck sind diejenigen, die zu Lebzeiten des Schreibers veröffentlicht wurden – aber nicht unbedingt unter seinem Namen.
Die Reihe des Zeitraumes gibt die Veröffentlichung eines Textes in einer Zeitschrift an, sofern diese der ersten Ausgabe vorangeht; unter Monographie, wird der Zeitpunkt der ersten Publikation vermerkt, wenn der Text Teil einer Sammlung ist, bezieht sich die Angabe auf eine der oben angegebenen Editionen. Die Enzyklopädie Artikel sind nicht in der Liste aufgeführt.
| Œuvre                                                                                                   | Veröffentlicht            | Zeitraum                                                            | Monographie                                            | Literarische Form        | Gegenstand             |
| --- | ------------------------- | ------------------------------------------------------------------- | ------------------------------------------------------ | ------------------------ | ---------------------- |
| Entretien d’un philosophe avec la maréchale de ***                                                      | 1773                      | 1776, 23. Juli (Corr.) von Louis-François Metra (1738–1804)         | 1777 (Pensées philosophiques)                          | Dialog                   | Philosophie            |
| Histoire de la Grèce von Temple Stanyan                                                                 | 1742–1743                 | (keine Angaben)                                                     | 1743 (Antoine-Claude Briasson)                         | Übersetzung              | Histoire               |
| Dictionnaire universel de médecine von Robert James                                                     | 1746–1748                 |                                                                     | 1746–48                                                | Übersetzung              | Wissenschaft           |
| Voyage en Hollande                                                                                      | 1773–1774                 | 1780–1782                                                           | 1818 (Editions Belin)                                  | Essay                    | Reisebericht           |
| Les Bijoux indiscrets                                                                                   | 1748                      | (keine Angaben)                                                     | 1748                                                   | Roman                    | Fiktion                |
| La Religieuse                                                                                           | 1760–...                  | 1780–1782                                                           | 1796                                                   | Roman                    | Fiktion                |
| Le Neveu de Rameau                                                                                      | 1761–1782                 | (keine Angaben)                                                     | 1805 (deutsch), 1821 (französisch), 1891 (französisch) | Dialog                   | Fiktion                |
| Lui et moi                                                                                              | 1762                      |                                                                     |                                                        | Dialog                   | Satire                 |
| Jacques le fataliste et son maître                                                                      | 1771–1778                 | November 1778–Juni 1780                                             | 1796                                                   | Roman                    | Fiktion                |
| Pensées philosophiques                                                                                  | 1746                      | (keine Angaben)                                                     | 1746                                                   | Aphorismen               | Philosophie            |
| De la suffisance de la religion naturelle                                                               | 1746                      | (keine Angaben)                                                     | 1770                                                   |                          | Philosophie            |
| Lettre sur les aveugles à l’usage de ceux qui voient                                                    | 1749                      | (keine Angaben)                                                     | 1749                                                   | Essay                    | Philosophie            |
| Regrets sur ma vieille robe de chambre                                                                  | 1768                      | 1769, 15. Februar                                                   | 1772                                                   | Essay                    |                        |
| Entretien d’un père avec ses enfants                                                                    | 1770                      |                                                                     | 1773 (In: Contes moraux et nouvelles Idylles)          | Conte                    | Moralische Schrift     |
| Supplément au voyage de Bougainville                                                                    | 1772                      | 1773–1774                                                           | 1796 (In: Opuscules)                                   | Dialog                   | Philosophie            |
| Ceci n’est pas un conte                                                                                 | 1772                      | April 1773                                                          | 1798 (Jacques-André Naigeon)                           | Conte                    | Fiktion                |
| Madame de La Carlière                                                                                   | 1772                      | 1773                                                                | 1798 (Naigeon)                                         | Conte                    | Fiktion                |
| La Satire première                                                                                      | 1773–...                  | Oktober 1778 (Correspondance littéraire, philosophique et critique) |                                                        | Dialog                   | Philosophie            |
| Les Deux Amis de Bourbonne                                                                              | 1770, August              | 1770, 15. Dezember                                                  | 1773 (In: Contes moraux et idylles)                    | Conte                    | Fiktion                |
| Est-il bon? Est-il méchant?                                                                             | 1775–1780                 |                                                                     | 1834                                                   | Theaterwerk              | Fiktion                |
| Le Prospectus de l’Encyclopédie                                                                         | 1749–1750                 | (keine Angaben)                                                     | 1750                                                   | Essay                    |                        |
| Paradoxe sur le comédien                                                                                | 1770–1778                 | Oktober 1770 (Correspondance littéraire, philosophique et critique) | 1830                                                   | Essay                    | Kritik                 |
| Sur les femmes                                                                                          | 1771                      | Januar 1772                                                         |                                                        | Protokoll                | Kritik                 |
| La Réfutation d’Helvétius                                                                               | 1774–1778                 | 1783–1786 (zum Teil)                                                | 1875 (Maurice Tourneux)                                | kritisches Essay         | Philosophie            |
| Mystification ou l’histoire des portraits                                                               | 1768                      | (keine Angaben)                                                     | 1951                                                   | Conte                    | Fiktion                |
| Pensées sur l’interprétation de la nature                                                               | 1753–1754                 | (keine Angaben)                                                     | 1753                                                   | Essay                    |                        |
| Le Père de famille und Discours sur la poésie dramatique                                                | 1758                      | (keine Angaben)                                                     | 1758                                                   | Essay und Theaterwerk    | Theater                |
| Les Salons                                                                                              | 1759–1781                 | 1759–1781 (I à IX)                                                  |                                                        | Protokoll                | Kritik                 |
| Les Essais sur la peinture                                                                              | 1765                      | 1766                                                                |                                                        | Essay                    | Kunstkritik            |
| Pensées détachées sur la peinture                                                                       | Februar 1772 bis ...      |                                                                     |                                                        | Essay                    | Kunstkritik            |
| Éloge de Richardson                                                                                     | 1762                      | Januar 1762 (in: Journal étranger)                                  |                                                        | Essai                    | Kritik                 |
| La Promenade du sceptique                                                                               | 1747                      |                                                                     | 1830                                                   |                          | Philosophie            |
| Notes sur le style                                                                                      | 1771                      |                                                                     | 1875 (Jules Assézat)                                   | Essay                    | Kritik                 |
| L’Oiseau blanc: conte bleu                                                                              | 1748                      | Oktober 1777                                                        | 1798 (Naigeon)                                         | Conte                    | Fiktion                |
| Suite de l’Apologie de M. l’abbé de Prades                                                              | 1752                      | (keine Angaben)                                                     | 1752, 12. Oktober                                      | Essay                    | polemische Schrift     |
| Observations sur la «Lettre sur l’homme et ses rapports»                                                | 1773                      |                                                                     | 1964                                                   |                          | Philosophie            |
| Lettre sur l’Examen de l’Essai sur les préjugés                                                         | 1770                      | (keine Angaben)                                                     | 1937                                                   |                          | Politik                |
| Lettre apologétique de l’abbé Raynal à monsieur Grimm                                                   | 1781, 25. März            |                                                                     |                                                        | veröffentlichter Brief   |                        |
| Additions à la Lettre sur les aveugles                                                                  | 1782                      | Mai 1782                                                            |                                                        | Essay                    | Philosophie            |
| Mémoires sur différents sujets de mathématiques                                                         | 1748                      |                                                                     | 1748                                                   | Essay                    | Wissenschaft           |
| Mémoire sur la cohésion des corps                                                                       | 1761                      | 1761 (Mémoires de Trévoux)                                          | 1875 (Assézat, vol. 9)                                 | Essay                    | Wissenschaft           |
| Sur deux mémoires de D’Alembert                                                                         | September 1761            |                                                                     | 1875 (Assézat, vol. 9)                                 | Essay                    | Wissenschaft           |
| Le Rêve de D’Alembert                                                                                   | 1769                      |                                                                     | 1830                                                   | Dialog                   | Philosophie            |
| L’histoire et le secret de la peinture en cire                                                          | 1755                      | (keine Angaben)                                                     | 1755 (Anonym)                                          | Essay                    | Kunst und Wissenschaft |
| Le Fils naturel                                                                                         | 1757                      | (keine Angaben)                                                     | 1757                                                   | Theater                  | Fiktion                |
| Lettre sur les sourds et muets                                                                          | 1751                      |                                                                     | 1751 (Anonym)                                          | Essay                    | Philosophie            |
| Éléments de physiologie                                                                                 | 1765–1784                 |                                                                     | 1875                                                   | Aphorismen, Sammlung     | Philosophie            |
| Addition aux Pensées philosophiques                                                                     | 1762, 11. November        |                                                                     |                                                        | Aphorismen               | Philosophie            |
| Principes philosophiques sur la matière et le mouvement                                                 | 1770                      |                                                                     |                                                        | Essay                    | Philosophie            |
| Voyage à Bourbonne et à Langres                                                                         | 1770, été-automne         |                                                                     | 1831                                                   | Prosa                    | Erzählung              |
| Sur Térence                                                                                             | 1765                      | 1765, 15. Juli – Gazette littéraire de l’Europe                     |                                                        | Essay                    | Kritik                 |
| Lettre sur le commerce des livres                                                                       | 1763                      |                                                                     | 1861                                                   | Essay                    | Buchhandel             |
| Histoire philosophique et politique des établissements et du commerce des Européens dans les deux Indes | 1772... (diverse Artikel) |                                                                     | 1780 (3e éd.)                                          | Encyclopédie (collectif) | politische Historie    |
| Essai sur le mérite et la vertu von Shaftesbury                                                         | 1745                      | (keine Angaben)                                                     | 1749                                                   | Übersetzung              | Philosophie            |
| Apologie de Socrate von Platon                                                                          | 1749                      | (keine Angaben)                                                     |                                                        | Übersetzung              | Philosophie            |
| Le Joueur von Edward Moore                                                                              | 1760                      |                                                                     |                                                        | Übersetzung              | Theater                |
| Plan d’une Université                                                                                   | 1775–1776                 |                                                                     | 1875                                                   | Essay                    | öffentliche Bildung    |
| Vie de Sénèque ou Essai sur les règnes de Claude et de Néron                                            | 1777                      |                                                                     | Dezember 1778; 1782 (2e éd.)                           | Essay                    | Historie               |
| Première lettre d’un citoyen zélé (…)                                                                   | 1748, 16. Dezember        | (keine Angaben)                                                     | 1748 (Anonym)                                          | Essay                    | Politik                |